# 龙茗镇
龙茗镇，是中华人民共和国广西壮族自治区崇左市天等县下辖的一个乡镇级行政单位。

## 行政区划
龙茗镇下辖以下地区：
龙英社区、东南村、三北村、西北村、桥皮村、益山村和进宁村。